# Jain (cantante)
Jeanne Louise Galice (pronunciación en francés: /ʒan lwiz ɡalis/; Toulouse; 7 de febrero de 1992), conocida por su nombre artístico Jain ( /dʒeɪn/), es una cantautora y música francesa. Su álbum debut, Zanaka, fue lanzado el 6 de noviembre de 2015. Su segundo fue Souldier, lanzado el 24 de agosto de 2018. Más tarde, ya en 2023, apareció su más reciente álbum, The Fool.
Jain comenzó su carrera en 2013 cuando conoció a Mr. Flash, quien la introdujo el mercado musical. Luego publicó sus canciones en MySpace, donde Dready la notó, siendo su gerente durante mucho tiempo. Yodelice se interesó y la invitó a París. Pese a haber aparecido en 2016, su tema «Makeba» tuvo notoriedad mundial por la viralización en redes como Instagram y TikTok recién en 2023. Makeba ha sido escuchada más de 150 millones de veces sumando diversas versiones publicadas en Spotify.

## Vida y carrera

### Primeros años
La cantante occitana viajó por el mundo para seguir los requisitos profesionales de su padre: Dejó Francia a los 9 años para ir a Dubái, donde pasó tres años; luego vivió cuatro en Congo-Brazzaville, que acredita por su gusto por melodías danzables; y luego pasó un año en Abu Dhabi, antes de mudarse a París, donde comenzó un curso de formación preescolar. Estos viajes influyeron en su estilo musical. También aprendió a tocar tambores en Pau, percusión árabe en Medio Oriente y programación musical en el Congo.

### Principios de carrera
Jain comenzó a componer pistas de demostración en Pointe-Noire, Congo-Brazzaville. Allí conoció al Sr. Flash, quien la introdujo a la programación musical. Luego, publicó sus pistas de demostración en MySpace, donde fue notada por Dready, quien pasó a ser su gerente y sigue siéndolo hoy. Yodelice también descubrió estas pistas e invitó a Jain a conocerlo en París. Comenzaron a trabajar juntos, y Yodelice ayudó a lanzar su carrera.
Jain fue una artista de apoyo para la gira de Yodelice. Aparecieron juntos en el programa de televisión Taratata en 2013 y realizaron una versión a dúo de "Canción de redención".

### 2015–2017:Hope EPyZanaka
Yodelice se convirtió en su productor y trabajó en su primer EP, Hope. Fue lanzado el 22 de junio de 2015 e incluyó cuatro canciones, incluyendo el sencillo "Come" que tuvo un éxito considerable en Francia y España. Un video musical para "Come" fue lanzado el 2 de junio de 2015 al canal oficial de YouTube de Jain. En noviembre de 2016, "Come" fue certificado como disco de diamante  en Francia. La canción también ha sido utilizada como un jingle por el canal de televisión polaco Polsat y en 2017 fue incluida en la serie de televisión de la comedia de terror estadounidense Santa Clarita Diet. También se presentó en el segundo episodio de la primera temporada de la serie de Amazon Hanna.
Jain realizó en el Festival de Solidays 2015, el Festival BIG (Biarritz International Groove) en Biarritz y el Festival Bebop.
El 21 de septiembre de 2015, Jain reveló la portada de su álbum debut Zanaka. "Zanaka" significa "niño" en malgache, y el título es un homenaje a su madre de origen franco-malgache. La fecha de lanzamiento del álbum se anunció el 6 de noviembre de 2015 junto con la lista de pistas el 8 de octubre de 2015. Incluía 10 canciones incluyendo los singles "Come" y "Makeba". Makeba fue utilizado en un anuncio de Levi que mostraba bailarines (usando los jeans) en un entorno de golpes étnicos. El 9 de octubre de 2015, la segunda pista del álbum "Heads Up" fue lanzada como un bono de orden. Fue seguido por "Hob" el 19 de octubre de 2015. Zanaka fue certificado oro en febrero de 2016 para ventas superiores a 50.000 copias en Francia. En diciembre de 2018, se certificó diamante en Francia para ventas superiores a 500.000 copias. Zanaka fue liberado posteriormente en el Reino Unido y los Estados Unidos el 21 de octubre de 2016. Fue precedida por la liberación de "Heads Up" y "Mr Johnson" como bonificaciones previas al pedido el 8 de octubre de 2016 y el 14 de octubre de 2016, respectivamente. En 2016, fue una de las nominadas en los Premios Victoires de la Musique en la categoría "Álbum Révéation" para Zanaka. El 25 de noviembre de 2016, se lanzó una versión de lujo de Zanaka. Se añadieron las canciones "City" (originalmente de la Hope EP), "Hijo de un sol" y "Dynabeat", así como una versión extendida de "Come" y dos remezclas.
Un video musical para el sencillo "Makeba" fue lanzado al canal oficial de YouTube de Jain el 30 de noviembre de 2016. El video musical fue nominado para Best Music Video en los 60 Premios Grammy Anuales en 2018.
El 1 de febrero de 2017, realizó "Ven" en The Late Show con Stephen Colbert. El 25 de abril de 2017, realizó "Makeba" en Later... con Jools Holland.
El 10 de julio de 2017, un video musical para la canción "Dynabeat" fue lanzado al canal oficial de YouTube de Jain.
El 3 de agosto de 2017, se desempeñó en el Festival Lollapalooza de Chicago.

### 2018 – presente:Souldier
El 25 de mayo de 2018, "Alright" fue lanzado como el líder único de su segundo álbum de estudio Souldier, que fue lanzado el 24 de agosto de 2018. Un video musical para "Alright" fue lanzado el 25 de junio de 2018. "Alright" alcanzó el número 6 en Francia, pasando tres semanas en los 10 primeros. En 2018, "Alright" fue la 51a mayor venta del año en Francia.
El título, la portada y el tracklist del álbum fueron anunciados el 29 de junio de 2018 y se hizo disponible para el pre-orden junto con "Star" como un bono de pre-orden y uno promocional. El título del álbum es un juego de palabras entre 'soldado' y 'alma'. La canción "Star" trata sobre la posición de las mujeres jóvenes en la industria musical. El 17 de agosto de 2018 se lanzó "Souldier", como el segundo single promocional del álbum. La canción se inspiró en el tiroteo del club nocturno de Orlando y describe a un soldado que busca la redención. El álbum fue un éxito comercial, particularmente en la Francia nativa de Jain, donde debutó sobre los gráficos y vendió más de 150.000 copias. Además, Souldier fue el 45 mejor álbum de venta de 2018 en Francia.
El 8 de octubre de 2018, "Oh Man" fue lanzado como el segundo single del álbum. El 21 de diciembre de 2018 se publicó un video musical para la canción. Fue filmada en el Museo Nacional de Arte de Cataluña.
En abril de 2019, Jain actuó en Coachella. El 19 de abril de 2019, lanzó el sencillo "Gloria". La canción personifica la gloria y la describe como algo que trata de encantar y desviar la atención de lo esencial. Rolling Stone lo describió como "una pista de baile optimista que describe los peligros de la fama y promueve ser fiel a la propia creatividad". El 7 de junio de 2019, Jain realizó "Gloria", así como "Makeba" y "Heads Up" en la ceremonia de apertura de la Copa Mundial femenina de fútbol de 2019 de la FIFA.

## Discografía

### Álbumes
| Año  | Álbum    | Posición más alta | Posición más alta | Posición más alta | Posición más alta | Posición más alta | Posición más alta | Posición más alta | Ventas                             | Certificationes                    |
| Año  | Álbum    | FRA               | BEL (WA)          | BEL (FL)          | CAN               | ITA               | SPA               | SWI               | Ventas                             | Certificationes                    |
| ---- | -------- | ----------------- | ----------------- | ----------------- | ----------------- | ----------------- | ----------------- | ----------------- | ---------------------------------- | ---------------------------------- |
| 2015 | Zanaka   | 5                 | 4                 | 95                | 51                | 74                | 68                | 17                | - Francia: 300,000 - Suiza: 10,000 | - SNEP: Diamond - IFPI Swiss: Gold |
| 2018 | Souldier | 1                 | 3                 | 152               | —                 | —                 | —                 | 2                 |                                    |                                    |
| 2023 | The fool | 6                 | 18                | —                 | —                 | —                 | —                 | —                 |                                    |                                    |

### Singles
| Año  | Single     | Posición más alta | Posición más alta | Posición más alta | Posición más alta | Posición más alta | Posición más alta | Ventas              | Certificationes                                    | Álbum    |
| Año  | Single     | FRA               | BEL (WA)          | ITA               | POL               | SPA               | SWI               | Ventas              | Certificationes                                    | Álbum    |
| ---- | ---------- | ----------------- | ----------------- | ----------------- | ----------------- | ----------------- | ----------------- | ------------------- | -------------------------------------------------- | -------- |
| 2015 | "Come"     | 1                 | 5                 | 20                | 8                 | 1                 | 75                | - Francia : 250,000 | - SNEP: Diamond - ITA: 2× Platinum - POL: Platinum | Zanaka   |
| 2015 | "Hope"     | 87                | —                 | —                 | —                 | —                 | —                 |                     |                                                    | Zanaka   |
| 2016 | "Makeba"   | 7                 | 27                | —                 | —                 | —                 | —                 | - Francia : 75,000  | - SNEP: Gold                                       | Zanaka   |
| 2017 | "Dynabeat" | 98                | 93                | —                 | —                 | —                 | —                 |                     |                                                    | Zanaka   |
| 2018 | "Alright"  | 5                 | 23                | —                 | —                 | —                 | 38                |                     |                                                    | Souldier |
| 2023 | "The Fool" | 44                | —                 | —                 | —                 | —                 | —                 |                     |                                                    | The Fool |

### Colaboraciones
| Año  | Título          | Otros artistas                                     | Álbum           |
| ---- | --------------- | -------------------------------------------------- | --------------- |
| 2017 | "L'âme au Mali" | Toumani Diabaté Sidiki Diabaté -M- Amadou & Mariam | Lamomali        |
| 2017 | "Kenya"         | Fakear                                             | Karmaprana - EP |

## Premios y nominaciones
| Año  | Premio                          | Nominación  | Categoría                               | Resultados |
| ---- | ------------------------------- | ----------- | --------------------------------------- | ---------- |
| 2016 | NRJ Music Awards                | Ella misma  | Francophone Breakthrough of the Year    | Nominada   |
| 2016 | NRJ Music Awards                | Come        | Francophone Song of the Year            | Nominada   |
| 2016 | NRJ Music Awards                | Come        | Videoclip del Año                       | Nominada   |
| 2016 | Prix Talents W9                 | Ella misma  | Premio del jurado                       | Ganadora   |
| 2016 | Victoires de la musique         | Zanaka      | Album Revelación del Año                | Nominada   |
| 2017 | European Border Breakers Awards | Ella misma  | Mejor Artista Francés                   | Ganadora   |
| 2017 | Premios Grammy                  | Makeba      | Mejor Videoclip                         | Nominada   |
| 2017 | MTV Europe Music Awards         | Ella misma  | Mejor Artista Francés                   | Nominada   |
| 2017 | NRJ Music Awards                | Ella misma  | Francophone Female Artist of the Year   | Nominada   |
| 2017 | Victoires de la musique         | Ella misma  | Female Artist of the Year               | Ganadora   |
| 2017 | Victoires de la musique         | Makeba      | Videoclip del Año                       | Ganadora   |
| 2017 | Victoires de la musique         | Zanaka Tour | Music Show, Tour or Concert of the Year | Nominada   |
| 2018 | NRJ Music Awards                | Ella misma  | Francophone Female Artist of the Year   | Ganadora   |
| 2018 | NRJ Music Awards                | Alright     | Videoclip del Año                       | Nominada   |
| 2019 | Victoires de la musique         | Alright     | Videoclip del Año                       | Nominada   |